# Історія польської орфографії

## Зародження і розвиток польської орфографії

### Старопольські початки орфографії (XII— XIII ст.)
З XII століттям ми вступаємо в перший історичний період розвитку польської мови, в період, від якого збереглися найдавніші писемні пам'ятки, які засвідчують особливості цієї мови, її граматичну будову. Але дані перших пам'яток цієї епохи порівняно невеликі, і висновки, які можна з них вивести, дуже неповні, оскільки весь мовний матеріал тут складається з окремих слів, рідше зі зворотів, написаних латиною, яка в той час була мовою писемності і офіційних документів у всій Західній Європі. Польські слова з'являються в цих текстах лише у формі назв місцевостей, особистих імен, назв поборів і повинностей тощо. Але не зважаючи на це, відомості про будову польської мови, які можна взяти з цих найдавніших пам'яток, мають вирішальне значення для історії польської мови, бо є точкою відліку для подальших етапів досліджень її історичного розвитку.
У використанні польського мовного матеріалу, який зберігся в грамотах та інших латинських текстах цього періоду, найбільші труднощі представляє правопис польських слів. Їх написання лише приблизно відображає польське звучання. Писарі того часу зіткнулися з величезною проблемою: за допомогою 24 знаків латинського алфавіту вони вимушені були позначати удвічі більшу кількість польських звуків, часто зовсім чужих латинській мові. Найбільшу проблему в позначенні на письмі приголосних представляло розрізнення трьох рядів: передньоязикових — s, z, c, dz; ретрофлексних — š, ž, č, dž; палатальних — ś, ź, ć, dź. Такі ж труднощі представляли і м'які приголосні, для яких також не було знаків в латинському алфавіті. Серед голосних найпроблематичнішою була транскрипція носових ę та ǫ, яких немає ні в латинській мові, ні в географічно близьких до польської чеській та німецькій мовах, які використовували латинський алфавіт.
Також неможливо було виразити на письмі різницю між і та y; ці два знаки використовувались довільно: faly (=chwali), ubogy (=ubogi).
Для подолання цих перешкод польські писарі комбінували латинські знаки.
Таким чином вже в XII ст. в Польщі склалася відома орфографічна система, правда дуже незручна і непослідовна, але яка все ж дозволяє нам в значній мірі орієнтуватися в тогочасній вимові і розрізняти окремі звуки в транскрибованих словах, хоча далеко не у всіх випадках.
Зубні приголосні, фрикативні і африкати — s, z, c, š, ž, č, ś, ć, ź — позначалися на письмі довільно або такими знаками як s, z, c, або ж різноманітними двознаками : ss, sz, sch для s, š, ś, z, ž, ź; а ch, cz, scдля č і ć. Знак с у сполученнях са, со в латинській мові читався як ka і ko, при цьому dz і dź не відрізнялися від с, ć і č.
gloz (=głos), sstokrocz (=stokroć), prossycz (=prosić), Calis (=Kalisz), schuka (=szuka), pyenyącz (=pieniądz).
Літери u і w постійно змішувалися, а інколи навіть літера v позначала літери w та u : Vsemir, vmoch (=w moc). [26, 84]
Носові голосні на письмі позначалися двознаками : am, an, em, en, um, un, e, o, φ : Dambnizia (=Dębnica), Chrustov (=Chrząstów), sφ (=się), sa (=są). На матерілі Булли 1136 р. видно, що писар незмінно позначав один із носових голосних двознаками an, am, наприклад : Balouanz == Białowąs, Gamba == Gęba, Vssebant == Wszebąd.
Інший носовий голосний позначався літерами e, en, і очевидно звучав як носовий звук е: Mislentino==Myślęcino, Deuentliz == Dziewiętlic. [24, 18]
Таке трактування носових голосних є найархаїчнішою рисою мови Гнезненської були 1136 р., і не зустрічається більше ні в одній з пізніших польських пам'яток, де починаючи з другої половини XII ст. носові голосні позначаються двознаками: an, am, on, om, en, em, a, e, o; без будь — якого розрізнення між ними. Отже, можна зробити висновок, що цей процес явно свідчить про злиття цих звуків в один носовий голосний звук, характерний для пам'яток вже XIII ст.

### Розвиток орфографії в XIV— XV ст.
Орфографічний трактат Якуба Паркоша.
Так як мова в своєму розвитку не має ні перерв, ні поспішних стрибків вперед, то провести чіткі межі між окремими періодами її історії дуже важко. Як і в XII — XIII ст., на письмі все ще користувалися латиною, і лише в деяких текстах, що призначалися для менш освітчених прошарків населення, що не володіли латиною, допускалась народна мова. У зв'язку з цим мова народних мас не могла розвиватися належним чином. Перші польські літературні пам'ятки XIV ст. мало чим відрізнялися від польських текстів XIII ст., тим більше що ці пам'ятки виключно релігійного змісту, не виходять за рамки одних і тих самих понять і уявлень, і не потребують значних нововведень на письмі.
Лише пізніше, на межі XIV і XV ст., з появою творів, хоча і побудованих на релігійних мотивах, але не так тісно пов'язаних з церковним життям, а особливо з появою світських текстів, помітною стає своєрідність їх мови. Так, швидко зникають застарілі форми, збагачується лексика, до якої проникають нові, іншомовні елементи, що свідчить про зовнішній вплив на польське суспільство і його мову. В цей час спостерігається ще один процес: диференціація мови, утворення, з однієї сторони, мови вищої, притаманної пам'яткам релігійного змісту, а з іншої — мови розмовної, якою користувалися світські тексти, пов'язані з повсякденним життям, наприклад судові записи, формули присяг і т. д.
Мова пам'яток релігійного змісту більш-менш однорідна. Це пояснюється тим, що до того часу в подібних текстах склалася своєрідна традиція написання : такі тексти часто спираються один на одного чи попросту переписуються зі старих зразків з незначним оновленням форм і лексики. Мова текстів світського змісту не мала такої традиції, не була пов'язана письмовими зразками, набагато вільніше відображала своєрідність живої мови і тому краще розвивалась. Завдяки цьому в ній можна знайти відображення різноманітних місцевих, чи краще сказати обласних особливостей граматики і лексики, що дозволяє більш-менш орієнтуватися в діалектних розбіжностях в мові культурних прошарків тогочасного суспільства, від представників духовенства до судових і міських писарів. У зв'язку з цим, рівень якого досягла польська мова наприкінці XIV і в XV ст., набагато вищий ніж ми це бачимо в мові XIII і XIV ст. Це дає змогу побачити, які зміни відбулися в польській мові в даний період, який є основою самостійного духовного життя і літератури Польщі.
Найважливішим джерелом вивчення мови релігійних творів першої половини XIV ст. є Флоріанський псалтир. Тут м'якість приголосних ще не позначається, але звуки ć і dź передаються вже двознаками cz і dz, а не t, d, як наприклад в Свєнтокшицьких проповідях XIII ст. Для позначення обох носових голосних звуків в першій частині псалтиру використовується знак ø, і лише в двох наступних частинах вони починають розрізнятися, але дуже непослідовно (знак ø для сучасного ą і знак а для ę). Правопис першої частини псалтиру порівняно простіший і однорідніший, ніж другої і третьої частини, де він поступово погіршується. В правописі, як і в граматичних формах псалтир багато в чому наслідує Свєнтокшицькі проповіді, але тут з'являються і нововведення. Так, наприклад, м'які і тверді приголосні, як і в проповідях, тут орфографічно не розрізняються, але африкати ć і dź всюди позначаються тими самими знаками, що й c, dz (наприклад : w prawdze, w prawocze, bødzem, nascygal), а не t, d.
Для обох носових голосних використовується знак ø (наприклад : sød = sąd, bødze = będzie, røku = ręku), але звук ę позначається інколи як а і навіть an (dusza mogø = duszę moję, duszan = duszę). Написання за чеським зразком букви g для передачі звуку j з'являється тут все частіше (dusza moga = dusza moja). [24, 27]
Варто відмітити ще дві форми, які не відповідають польській словозміні : rozprostrzeł замість rozpostarł, znamo замість znajomo. Ці дві форми є очевидними запозиченнями з чеської мови, яких в даному тексті можна знайти досить багато. Це говорить про сильну в той час залежність польського правопису від чеського, на який в той час орієнтувалися польські автори й перекладачі, знаходячи в ньому готові зразки для своїх праць, особливо для перекладів з латинської мови.
В цьому нема нічого дивного, враховуючи, що чеська писемність у своєму розвитку випередила польську більш ніж на сто років і вже в XIV ст. знаходилась на першому періоді свого розквіту, в той час як у Польщі неподільно панувала латинська мова, а народна писемність робила тільки перші кроки.
Інший характер має мова деяких пам'яток кінця XIV ст., як оригінальних творів польською мовою, так і вільних перекладів з латинської мови, автори яких строго не додержувались латинських оригіналів і досить вільно користувались рідною мовою. До таких перекладів відноситься фрагмент «Żywotu św. Błażeja», який відноситься до останніх років XIV ст., хоча за його мовою і правописом видно, що він являє собою копію з давнішого оригіналу.
Мова цієї пам'ятки в багатьох відношеннях інша і новіша, а його стиль живіший і вільніший, ніж у Флоріанському псалтирі. Звертає на себе увагу значна різниця в правописі в порівнянні з Флоріанським псалтирем, оскільки тут присутнє послідовне розрізнення м'яких і твердих приголосних шляхом позначення м'якості за допомогою букви у (wyeprza zasyø nyesye, prziacyelyu), і лише рідкими відхиленнями (namalwacz = namałwiać). Це безумовний успіх в удосконаленні правопису.
Зовсім інший тип мови представлений в пам'ятці, яка є оригінальним польським твором, це так звані Гнєзненьські проповіді, які є збіркою з більш ніж сотні латинських і десяти польських проповідей. На відміну від інших пам'яток, тут k неодноразово пишеться замість ć (słychake = słychacie), ch замість chc (chesz, che = chcesz, chce), g' замість j перед всіма голосними (gasly = jasły, gest = jest, gø = ją), а також в кінці складу (mocznegszy = mocniejszy, slodzeg = złodziej). [14, 90]
В небагатьох випадках gz служить для позначення м'якого ģ (ogzen = ogień, drugzi = drugi, bogzem = bogiem). Часто в кінці слова замість g часто можна зустріти k (podluk = podług, bok = Bóg). [ 3, 58]
До перших років XV ст. відносяться найдавніші записи щоденних молитов, що склалися за декілька століть до того і усно передавалися з покоління в покоління, без письмового їх закріплення, причому їх мова поступово оновлювалась. Особливої уваги заслуговує текст «Spowiedzi powszechnej», який має в собі значну кількість форм і висловів, котрі в інших пам'ятках зустрічаються вкрай рідко. Правопис цього тексту являє собою суміш давніших особливостей написання з новими рисами.
Прекрасною ілюстрацією розвитку польської мови приблизно з середини XIV до середини XV ст. може служити зіставлення двох пам'яток, які мають один і той же текст в двох редакціях. Перша з них — це Флоріанський псалтир, друга — Пулавський псалтир, який являє собою рукопис польського перекладу псалмів, що лежать в основі Флоріанського псалтиру. Пізніше, в XV ст., з'явились нові редакції, які збереглися у фрагментах так званих «Modlitwach Wacława» (кінець XV ст.), в «Wigiliach za umarłe ludzie» (перші роки XVI ст.). Зіставлення текстів двох давніх польських псалтирів доволі повчальне для виявлення тих змін, які були необхідні у зв'язку з розвитком мови приблизно за столітній період, який відділяє ці пам'ятки одну від одної.
При зіставленні пам'яток перш за все виявляється значна різниця в їх правописі. В Флоріанській псалтирі правопис значно простіший, примітивні ший, менш точний в позначенні і розрізненні звуків.
В Пулавській псалтирі позначення м'якості приведено також непослідовно, інколи знак м'якості просто опускається. Приголосні sz і ż розрізняються також рідко (bozem = bożem), а c, ć і cz позначаються однаково, знаком cz (nastoylczu = na stolcu, szokoly = cokoli, czas). [7, 9]
Послідовно розрізняються в Пулавському псалтирі два носових голосних : знак ø відповідає сучасному ą, знак ę — сучасному ę (møsz = mąż, będze = będzie, drogę = drogę). Цей правопис відображає дійсну вимову, яка розрізняла ą і ę на окремі носові звуки. [7, 11]
Найширший матеріал для вивчення польської мови XV ст. дає нам Біблія королеви Софії. Вона містить важливу фонетичну особливість: написа ння в деяких словах подвійних букв для носових голосних: øø.
Можна зробити висновок, що в живій польській мові існувало кількісне розрізнення у вимові довгих і коротких голосних. Цей висновок підтверджуєть ся в першому польському орфографічному трактаті Якуба Паркоша.
У своїй праці автор намагається впорядкувати хаотичний стан польського правопису. Для цього він розробив цілу орфографічну систему. В ній він пргнув спростити і узаконити правопис шляхом послідовного розрізнення м'яких і твердих приголосних. Він запропонував ввести особливі знаки в формі вугловатих букв для позначення твердих приголосних, залишаючи заокруглені букви для передачі м'яких. Хоча даний спосіб прибрав незручності позначення м'якості за допомогою додавання букв і або у, але був непрактичний тим, що рекомендував змішати два графічні типи : вугловаті і заокруглені букви. Це очевидно було однією з причин, через яку трактат Паркоша не отримав ніякого відгуку і не вплинув на розвиток польського правопису. Однак він має велике значення для історії польської мови: як перша в історії польської писемності праця, присвячена мовним питанням, яка містить спроби впорядкування живої мови.

### Орфографія доби «Золотого віку» XVI— до середини XVII ст.
В XVI столітті польська писемність не одразу вступає в нову фазу свого розвитку. З точки зору мовного прогресу, перша половина цього століття являє собою в значній мірі продовження попередньої фази, яка почалася в середині XV ст. Це можна побачити в різних рукописах, що відносяться до цього періоду, як релігійного, так і світського характеру. В їх мові мало фонетичних і морфологічних змін, словниковий запас лише незначною мірою відрізняється від середньовічного; стиль все ще важкий і доволі заплутаний, правопис хиткий і не послідовний. [8, 9]
Це яскраво можна побачити на фрагменті «Modlitewnika Ptaszyckiego»: тут можна зустріти одне корисне нововведення — позначення носових голосних двома особливими, спеціальними знаками е, а — обидва з рисочками внизу, що є вже зачатком пізніших знаків ę і ą. Але у всьому іншому тут панує хаотичність з тим ускладненням, що разом з літерою і починають використовувати j. Буква у виступає переважно на початку слова або для позначення м'якості приголосного. Повного розрізнення c і cz, а також s, z і sz, ż тут ще не спостерігається, але розрізняються cz і ć; завдяки позначенню м'якості останньої за допомогою літери у (czyebye = ciebie). [7, 83]
Ще хаотичніший і менш нормалізований правопис можна побачити у творах світського характеру. Хоча слід тут відмітити не архаїчну, а сучаснішу мову. Це переважно приватні документи, листи. Крім того, ми тут знаходимо відносно велику кількість латинських слів, частково вже полонізованих.
Значне збільшення латинізмів, що характерне для того часу, було результатом розвитку шкільного просвітництва, яке починаючи з середини XV ст. почало охоплювати широкі кола шляхетського і міщанського населення і прививати йому знання латинської мови і класичної літератури. Розвиток просвітництва сприяв не тільки розповсюдженню знання латинської мови, але і практичному її застосованню освітченими прошарками суспільства: вона використовувалась не тільки для шкільного навчання, а й широко застосовувалась в судах і державних установах, де всі документи і записи стали складатися лише латинською мовою, все більше обмежуючи роль польської мови.
Все це прзвело до того, що приблизно в середині XVI ст. поступово наступає перелом : поряд з латинською писемністю, яка ще розвивалась впродовж майже всього XVII ст. з'являється і починає розвиватись література польською мовою, яка тепер не обмежується творами духовного характеру, а призначається для всього освітченого, прагнучого знань суспільства.
Проблема упорядкування і унормування польської мови на письмі виникла в першу чергу із бурхливим розвитком книгодрукування у Польщі, що припадає саме на XVI ст. Перед першими польськими друкарями (переважно з Кракова, що на той час був культурним осередком Польщі) стояла задача удосконалити й уніфікувати польський середньовічний правопис, що характеризувався хаотичністю і нечіткістю.
Безпорадна і невпорядкована орфографія не тільки не поліпшується, а й навіть погіршується в рукописах першої половини XVI ст. Оскільки майже кожен автор використовував власний спосіб зіставлення літер для позначення невідомих латинській мові звуків. І так як в межах одного твору правопис часто змінювався, то це принаймні відштовхувало читача від польської книжки, а від видавців вимагало великої кількості літер, затрат часу, коштовних шрифтів і паперу.
Ще досить довгий час кожна друкарня користувалась власною орфографією, і лише з часом друкарі поступово засвоїли загальні принципи, що вимагали спрощення комбінацій літер для передачі невідомих латинській мові приголосних звуків. Для цього передусім стали використовувати діакритичні знаки над літерами c, z, s. Форма цих знаків спочатку не була сталою, і тільки з часом було прийнято знак м'якості «´», який ставили над літерами ć,ź,ś (chćiwość); крапка ставилась тільки над літерою ż, а знак «ˇ», запозичений з чеської графіки, взагалі перестали використовувати. Голосна літера і позначалася як і, у, ij (nigdi = nigdy). Найважливішою реформою в області написання голосних було введення надрядкових знаків для звужених голосних і встановлення двох різних знаків ą і ę для носових голосних. Це свідчить про прагнення привести правопис у відповідність зі звучанням мови, на скільки це було можливо при тогочасному стані графіки і орфографії.
Якщо питання написання звужених і носових голосних було таким чином вирішене, то в іншому друковані твори XVI ст. все ще залишають неточності правопису. Так, позначення приголосного t відбувалось через літери t, th, написання ph замість f в словах іншомовного походження. На прикладі німецьких типографій був введений так званий готичний шрифт «швабах», а латинський шрифт «антиква» залишився для латинських текстів і слів. Використання перших літер в слові також було невпорядковане : в більшості випадків з великої літери писались власні імена, назви міст, країн, але також назви установ, слова з відтінком пошани (Bóg, Wolność, Sława, Sumienie). Розділові знаки використовувались регламентовано : крім крапки, використовували знак /, який виконував роль коми в тих, як правило, випадках, що й зараз. Двокрапка використовувалась порівняно частіше, ніж в наш час, а крапка з комою взагалі не використовувалась.
Розвиток друкарської справи не тільки значною мірою сприяв упорядкуванню правопису польської мови, але й суттєво вплинув на подальший розвиток письма і усного мовлення освітченого суспільства. Розповсюдження книги, яка до того часу була рідкістю, доступною лише духовенству і найзаможнішим людям, сприяло розширенню кола читачів; книга давала читачеві готові зразки того, як висловлювати свої думки рідною мовою, яка до того часу використовувалася тільки в побуті, оскільки вважалася непригодною для вираже ння духовного життя людини. Швидке розповсюдження книги мало величезний вплив на письмову і усну мову. Характерна для XV ст. хаотичність старого і нового звучання та мовних форм звільняють місце все більшій однорідності, зникає обласна різниця, яка мала місце як в повсякденній мові шляхетства, так інколи й на письмі. Удосконалюється стилістична майстерність письменників. Одним словом, з'являється літературна мова в повному сенсі цього слова, загальна для всіх культурних прошарків суспільства.

### Особливості розвитку польської орфографії в XVII ст.
Що ж стосується розвитку правописних норм у XVII ст., то тут думки польських мовознавців не були однозначними. Так, наприклад, Станіслав Шобер дав критичну оцінку правопису тогочасних друків: «…зміни, які відбулися протягом XVII і XVIII ст. у практичному, загальновживаному правописі, варто визнати як поворот назад, … в ньому панували повний безлад і довільність» [23, 174].
Станіслав Слонський стверджував, що особливістю польського правопису у XVI ст. були довільність і анархія: «… оскільки бракувало усталених способів писання, кожен відтворював на письмі звучання польської мови так, як хотів» [22, 125]. У XVII ст. ситуація, на думку мовознавця, не змінилася. Подібну думку висловлював і Ян Лось: «Друга половина XVI ст. дуже мало відрізняється у справі правопису від XVII ст.» [17, 27].
Пізніше Зенон Клеменсевич, відзначаючи прогресивний розвиток графіки у середньопольський період (поч. XVI ст. — 80-х рр. XVIII ст.), яка витворила усталений і загалом обґрунтований набір літер і їх комбінацій, зауважує, що власне у польському правописі на той час ще не відбулася кодифікація орфографічних засад: «…правопис був справою автора, а в основному і найчастіше видавця, друкаря і коректора» [9, 179].
Підтримуючи думку тих мовознавців, які зазначали, що в орфографічній системі XVII ст. не відбулося суттєвих змін у порівнянні із попереднім століттям, Ірина Баєрова і Анна Вєчоркевич дають наступну оцінку правопису тогочасних стародруків: «Орфографія XVII ст. видається нам звичайною ланкою у процесі еволюції правопису XVI — XIX ст., ланкою, що не тільки повністю увібрала здобутки великого унормування XVI ст., але й такою, що виявила спроби подальшого удосконалення польської орфографії» [1, 20].
Вирішення питань, пов'язаних із становленням і розвитком правописних норм, дає, безперечно, можливість глибше і всебічно проаналізувати польську мову XVI — XVII ст. Тому історики, здійснюючи опис тогочасних стародруків на фонетичному, граматичному, лексичному рівнях, не оминали своєю увагою також і графічних та орфографічних особливостей досліджуваних джерел, оскільки саме на основі правопису можна зробити висновки щодо фонетичних особливостей.
Прийняті у XVI ст. засади позначення м'якості приголосних ś, ź, ć, а також ń за допомогою діакритичного знаку у позиції перед приголосним і в кінці слова застосовуються і в XVII ст. (а також і у наш час).
Типовими для XVII ст., але відмінними від сучасного стану, є засади вживання великої літери (окрім позиції на початку речення, правопису власних імен та національностей). Тогочасні письменники використовували велику літеру для графічного виділення з метою як логічною, так і емоційною. Деякі слова у тексті свідомо виділялися з тим, щоб підкреслити значущість сказаного, звернути увагу читача на той чи інший вислів, виразити своє ставлення до висловленої думки. [4, 18].
Що стосується графічного запису іншомовних слів, то тут панують такі самі правила, що й в XVI ст., а саме : вживання буквосполучення th замість t — Aut̲hor, T̲hron; вживання буквосполучення ph замість f — P̲haryzei, Alp̲ha, P̲henix, Jozep̲h, P̲hilozop̲hie; вживання літери х замість буквосполучення ks — Xiąże, Sixt czwarty Papież; подвоєння приголосних — Kapel̲le. [8, 22].
Наступною особливістю орфографії друків XVII ст. є правопис слів разом і окремо, тобто правопис прийменників, префіксів, частки nie з різними частинами мови, а також частки by із попереднім словом. На той час ще не було вироблено норми, тому непослідовним є, наприклад, записи таких прийменникових сполучень: zemną, ztą, z tych, wręce, wtych, w potrawach, w tey, otym, o tey, do tąd, ztąd, nie zgubię, nieprze∫taie. [12, 58].
Поступове усталення норм, варіативність виявлення непослідовності у передачі певних звуків — через все це проходила польська орфографія XVII ст.
Отже, як ми бачимо, історія польської мови за пам'ятками писемності, бере свій початок з XII ст. Середньовічну польську мову XII — XIII ст. можна охарактеризувати фрагментарно, на основі даних найдавніших пам'яток польської писемності, в основному написаних латинською мовою. Але не зважаючи на це, саме відомості про будову польської мови, які можна взяти з цих пам'яток, мають вирішальне значення для історії польської мови, так як є точкою відліку для подальших етапів досліджень її історичного розвитку. Виділення XIV — XV ст. в окремий період історичного розвитку польської мови досить умовний, хоча саме в цьому періоді було закладено основи самостійного духовного життя і літератури Польщі.
XVI до середини XVII — це так званий «золотий вік» в історії польської літературної мови. Бо саме тоді були усталені основні принципи польської графіки і орфографії.

### Стан орфографії в першій половині новопольської доби.
Новопольська доба в історії розвитку літературної польської мови починається з середини XVIII століття, з початком епохи відродження літературної мови. Різкий перехід від періоду занепаду можна пояснити впливом епохи Просвітництва, що поширилась всією Європою.
На початку нової доби орфографія залишалась все ще в занедбаному стані. Тогочасним видавцям правопис авторів завдавав чимало клопоту: він був дуже нестійким, доволі заплутаним. Видавці та друкарі намагались нормалізувати його, що вдалося їм тільки частково. Але цим самим вони стирали індивідуальні особливості стилю авторів.
У 80-х рр. XVIII ст. загального поширення набув правопис Онуфрія Копчиньського в його «Gramatykach dla szkół narodowych» (для 1-го класу в 1778 р., для 2-го — в 1780 р., для 3-го — в 1783 р.). Копчинський зовсім не переслідував цілі реформувати правопис, що, хоча й не був зовсім упорядкований, але поступово удосконалювався завдяки зусиллям видавців; Копчинський пргнув лише встановити деякі з попередніх орфографічних традицій і в першу чергу послідовне позначення звужених голосних á, é, ó. Він прагнув до раціонального упорядкування всього того, що здавалося йому непослідовним. Копчинський встановив правило, яке надовго затрималось в польському правописі. Спостерігаючи непослідовність в написанні закінчень -ym, -em в однині та -ymi, -emi в множині, він запропонував відмовитись від цього розрізнення і писати те чи інше закінчення в залежності від граматичного роду іменників: -у- для чоловічого роду (dobrym mężem), -e- для середнього (jednem słowem), а в множині — в залежності від того, чи іменник особовий чи безособовий (dobrymi mężami, polskiemi przymiotnikami).[20, 167]
Завдяки цьому проект Копчинського був впроваджений до загального вжитку і не тільки став основою орфографічних концепцій, а й вплинув на вимову і будову відповідних форм. [20, 169].
Копчинський, однак, не впорядкував по суті найгострішого питання про письмове позначення i, j, y та м'якості приголосних: він продовжував писати і перед голосними (iako, iego), y — перед приголосними і на кінці слова (oyca, mój); літеру j він увів набагато пізніше (в граматиці 1817 р.) в словах типу zjazd, wjazd. [28, 137].
Встановлення орфографії Копчинським і її прийнятя всіма видавцями остаточно закріпило розрив між вимовою та написанням.
Шкільна граматика Копчинського — перший шкільний посібник з цього предмету — мала серйозний вплив не тільки на правопис, але й на мову загалом. Граматика мала теоретичний та дидактичний матеріал, який на багато років закріпився в широких колах освітченого суспільства. Але теорії автора будувались не на вільному спостереженні за мовними проблемами, а на базі раціоналістичних концепцій, які вбачали за правило формулювання правил, при дотриманні яких мова могла б найбільш ясно і логічно виражати людські думки. Такі ідеї, що відповідали тому періоду, стали догматичними, та гальмували нормальний розвиток мови та літературного стилю.[28, 162].
Не зважаючи на це, праці Копчинського мають велике значення: він пробудив в широких колах суспільства інтерес і любов до рідної мови, а його підручники в значній мірі сприяли встановленню окремих граматичних форм і подоланню різноманітних коливань в правописі.
В 1816 р. Alojzy Feliński видав працю під назвою «Przyczyny używanej przeze mnie pisowni». Feliński відкинув звужений голосний á, але залишив é і ó. Рекомендував написання слів być, kłaść, wieść, замість і та у запровадив j (kray = kraj, iayko = jajko, moie = moje). [28, 165].
Варшавське Towarzystwo Przyjaciół Nauk також взяло участь в справах становлення орфографії. В 1814 р. утворилась Deputacja, до якої увійшли: Wojciech Szwejkowski, Ludwik Osiński, Feliks Bentkowski, Jan Kruszyński, Kazimierz Brodziński i Józef Mroziński. Після довгих засідань, в 1830 р. Deputacja опублікувала «Rozprawy i wnioski o ortografii polskiej». Однак, тогочасна політична ситуація стала на заваді поширенню праці. Це призвело до нових ускладнень, оскільки автори підручників з граматики впроваджували власні орфографічні принципи. Відносно ширше були прийняті загалом принципи Antoniego Małeckiego. Його шкільна граматика була впроваджена в 1863 р. в галицьких школах.
В 1890 р. Akademia Umiejętności скликала орфографічну комісію, що складалася як з філологів, так і з представників різних галузей наук і періодичних видань. Через рік Akademia виголосила рішення, що їх ухвалила більшість, при чому мовознавці залишились у меншості. У відповідь Jan Baudouin de Courtenay, Aleksandr Brűckner, Antoni Kalina i Jan Karłowicz виголосили протест на львівському з'їзді літераторів у 1894 р.
Спроба знайти порозуміння відбулася на історично-літературному з'їзді імені Миколая Рея в 1906 р. Орфографічна секція з'їзду під керівництвом B. de Courtenay ухвалила нові рішення Komisji Językowej Akademii Umiejętności:
ja прийнято вживати замість ia, ya, але тільки в кінцевому складі, допускаючи в інших позиціях п'ять різних способів написання; написання слів biec, móc, rzekszy, zjadszy; gie замість ge; -im, -ym, -imi, -ymi.[28, 201].
В 1916 р. Tymczasowa Rada Stanów вимагала від Akademii врегулювання польського правопису. 17 лютого 1917 року ухвалено «Zasady polskiej pisowni». Натомість Towarzystwo dla Popierania Nauki Polskiej у Львові організувало опозицію, опрацювало власні засади врегулювання правопису і виступило з ними на противагу Akademii. Члени Akademii скасували лютневі ухвали і відвели вирішення орфографічних проблем Wydziałowi Filologicznemu, що мав закликати до співпраці всі наукові товариства. В січні 1918 р. відбулося пленарне засідання, ухвали якого були доповнені постановами Wydziału i Komisji Językowej і містилися в Głównych zasadach pisowni, та остаточно були ухвалені в червні 1918 р. Зокрема ухвали містили такі правила: написання j після приголосної в словах іншомовного походження; написання ke, ge в словах іншомовного походження, а kie, gie в польських словах; написання таких слів, як móc, zjadłszy.
Звичайно, всі ухвалені рішення не дочекалися загального прийняття. Багато мовознавців знову протестували проти них, а на практиці вони взагалі не застосовувались. Наслідком такого стану речей був безлад і незадоволення. Окремі вимоги протестів надруковано в 9-му виданні Pisowni polskiej 1932 р. Внаслідок впроваджено деякі спрощення в правилах поділу слів, усунуто протиріччя в правилах, що стосувалися словників. Проте, спроба налагодити порозуміння таким чином, викликала у науковців зворотню реакцію: посипалися обвинувачення, скарги, нарікання на нововведення. В 1934 р. Akademia звернулася до Міністерства з пропозицією скликати конференцію, що б могла переглянути правила 1918 р. Міністерство погодилось, вимагаючи упорядкування і спрощення польського правопису. Було скликано Komitet Ortograficzny, до складу якого увійшло 27 членів: представники міністерства, Polskiej Akademii Literatury, Akademii Nauk Technicznych, наукових товариств, вчительських комітетів, Polskiej Akademii Umiejętności i jej Wydziałów, спілок журналістів та видавців. Головою було обрано Яна Розвадовського, а по його смерті обрано Kazimierz Nitsch; роль генерального референта виконував Zenon Klemensiewicz. Засідання Komitetu тривали від січня 1935 р. до червня 1936 р.

## Реформа польської орфографії 1936р.
Найважливішими постановами нового правопису було: написання слів типу Maria з літерою і (крім c, s, z); написання j в словах іншомовного походження по літерах s, c, z, щоб запобігти їх помилкового прочитання як ś, ć, ź. Таким чином було розв'язано проблему, яка ще в тому ж 1936 р., визнавалась за «najtrudniejszą sprawę ortograficzną». На прикладі написання літери j можна побачити, що найбільше уваги привертають ті правила, які встановлені на певних суспільних домовленостях, а не випливають з будови самої мови. [28, 204]. Давнє написання таких слів, як próć, kłóć, płókać, chróst, żóraw змінилося на pruć, kłuć, płukać, chrust, żuraw. [28, 205].
Яскравим прикладом умовних орфографічних правил є умови написання слів разом і окремо. Загальне правило є «niepokojąco proste»: слова пишуться окремо. [28, 205].
Також було ухвалено написання закінчень -ym (-im), -ymi(-imi). Виняток становлять слова wtem, zatem, przedtem, potem. Згідно з новими правилами почали писати слова po czym, przy czym, za czym.
З'явилися також нововведення стосовно написання з великої або малої літери назв таких географічних елементів, як morze Marmara i Morze Martwe, jezioro Bajkał i Jezioro Aralskie, góra Ararat i Góra Kościuszki.Правило говорить, що з великої літери пишуться елементи, якщо останній з них є залежним від першого (Góra Kościuszki) або є прикметником (Morze Martwe). Натомість, якщо іменник стоїть в називному відмінку (jezioro Bajkał), тоді слова: море, гора, півострів пишуться з малої літери. [28, 208]. Після виголошення нових засад правопису не обійшлося звичайно без протестів, особливо в колах літераторів і журналістів. Натомість школа та різні урядові установи прийняли ці засади.
Отже, як ми бачимо, становлення літературної мови — це взаємопов'язаний, безперервний і безумовно важкий процес. Ті зміни, які проходять в ньому із покоління в покоління, є результатом постійних змін у суспільно-культурному житті нації, і тому знаходяться в тісній залежності від культурної і політичної історії народу.